# Граундс, Джонатан
Джонатан Мартин Граундс (англ. Jonathan Martin Grounds; род. 2 февраля 1988 года в Торнаби-он-Тис, Норт-Йоркшир) — английский футболист, защитник английского клуба «Эксетер Сити».

## Клубная карьера

### «Мидлсбро»
Джонатан родился в небольшом городке Торнаби-он-Тис, пригороде Мидлсбро, и начал заниматься футболом в молодёжной Академии «речников». 
12 января 2008 года Граундс дебютировал за «Мидлсбро», выйдя в стартовом составе в матче Премьер-Лиги против «Ливерпуля» (1:1). В марте он подписал с «Боро» новый двухлетний контракт, а всего по итогам сезона 2007/08 принял участие в 6 встречах.
1 сентября 2008 года Джонатан отправился в трехмесячную аренду в «Норвич Сити». 13 сентября дебютировал за «канареек», выйдя на замену в победной игре против «Плимут Аргайл» (2:1). 1 октября, ввиду большого числа травмированных, защитник был отозван «Мидлсбро» и через три дня принял участие в победном матче против «Уиган Атлетик». 
18 октября «речники» были разгромлены дома «Челси» 0:5, а Граундс провалил игру и был заменён уже на 54-й минуте при счете 0:3, после чего осел в глубоком запасе.
7 января 2009 года Джонатан отправился в повторную аренду в «Норвич Сити». 30 января в матче против «Донкастер Роверс» Граундс забил свой первый гол в профессиональной карьере и принёс «канарейкам» ничью (1:1). 7 и 28 февраля защитник отметился забитыми мячами во встречах против «Бристоль Сити» и «Ковентри Сити», но в обоих матчах «Норвич» проиграл 1:2.
Сезон 2009/10 «Мидлсбро» начал в Чемпионшипе и Джонатану удалось вернуться в основу родного клуба, сыграв в 20 поединках. 18 июня 2010 года Граундс продлил контракт с «речниками» до 2012 года. Несмотря на это, 31 августа защитник был отдан в полугодичную аренду в шотландский «Хиберниан». В составе «Хибс» Граундс сыграл в 15 матчах, отметившись одним забитым мячом в игре Кубка Шотландской лиги против «Килмарнока».
10 января 2011 года защитник вернулся в «Боро». В 6 матчах, в которых он принял участие, «речники» пропустили 14 мячей. 12 февраля Джонатан забил свой единственный мяч за «речников» в матче против «Суонси Сити», завершившемся поражением 3:4.
25 августа 2011 года Граундс отправился в очередную аренду в клуб «Честерфилд» и спустя два дня дебютировал в игре против «Эксетер Сити». Сыграв в общей сложности в 16 матчах, 26 ноября Джонатан вернулся в «Боро». 22 февраля 2012 года Граундс вместе со своим одноклубником Джонатаном Франксом был отправлен в аренду в клуб Лиги Один «Йовил Таун». Спустя три дня защитник дебютировал за «гловерс», выйдя на замену на 61-й минуте и отметившись голевой передачей в матче против «Карлайл Юнайтед».

### «Олдем Атлетик»
По окончании сезона 2011/12 стало известно, что контракт Граундса с «Мидлсбро» продлен не будет и он покинет клуб на правах свободного агента.
2 июля 2012 года Джонатан подписал двухлетний контракт с клубом «Олдем Атлетик», выступающим в Лиге Один. Дебютировал 13 августа в матче Кубка Английской Лиги против «Шеффилд Уэнсдей». 24 ноября во встрече против «Шрусбери Таун» забил первый гол за «латикс», принеся своей команде победу 1:0..

### «Бирмингем Сити»
2 июня 2014 года, после окончания контракта с «Олдемом», перешёл в клуб «Бирмингем Сити», подписав двухлетний контракт.